# Matthias Hanßmann

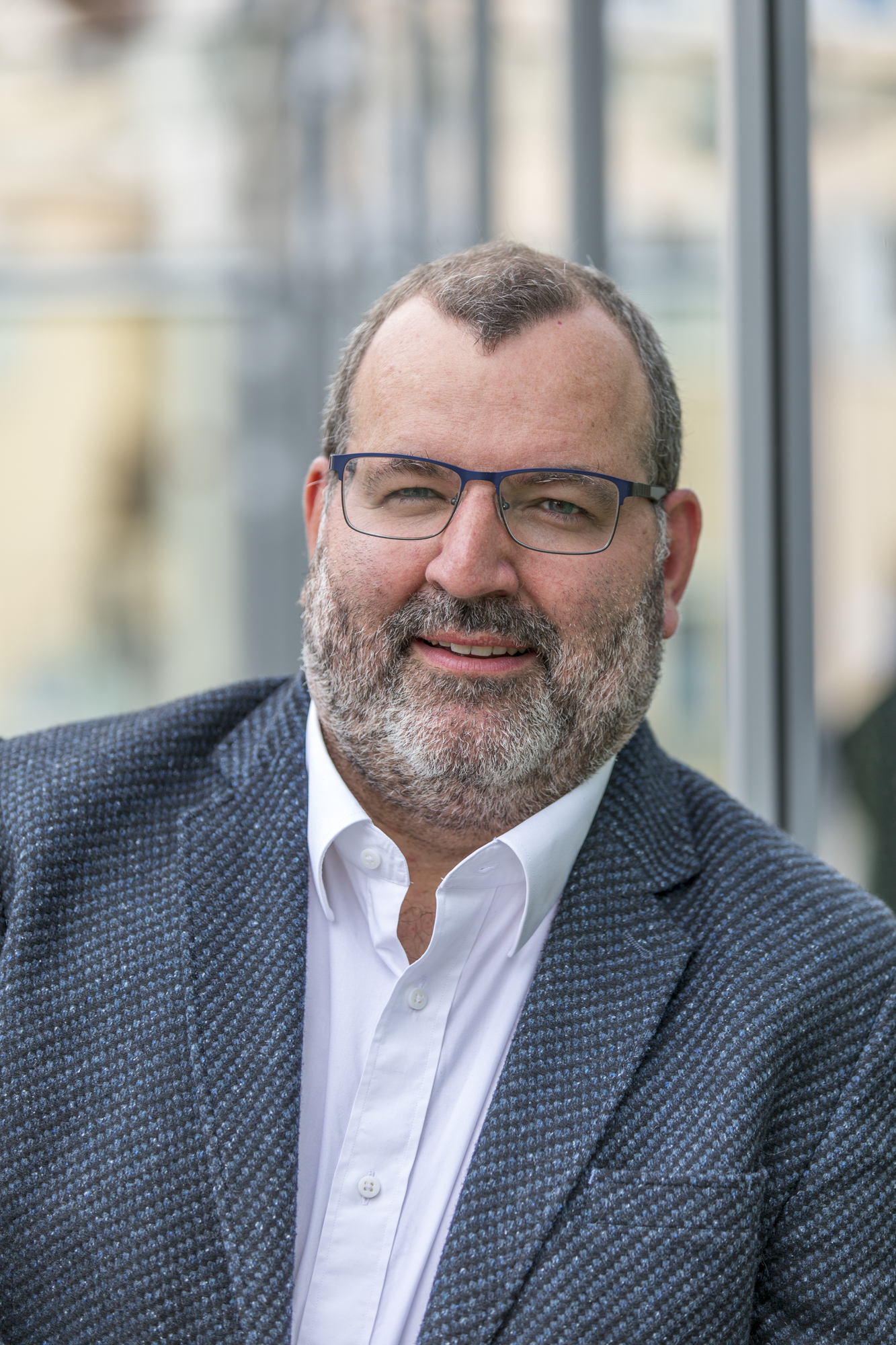
Pfarrer Matthias Hanßmann (2021)

Matthias Hanßmann (* 1968 in Herrenberg) ist ein deutscher Pfarrer der Evangelischen Landeskirche in Württemberg, Vorsitzender des Altpietistischen Gemeinschaftsverbands (Die Apis), Popularmusiker, Komponist und Librettist.

## Leben und Wirken

### Ausbildungen
Matthias Hanßmann absolvierte nach einer Ausbildung zum Krankenpfleger in Böblingen eine Ausbildung zum Diakon an der Evangelischen Missionsschule Unterweissach in Weissach im Tal sowie eine Aufbauausbildung zum Diakon & Jugendreferenten der Landeskirche. Ab 1993 arbeitete er als Gemeinschaftspfleger im Altpietistischen Gemeinschaftsverband in Backnang. Berufsbegleitend studierte er Kirchenmusik im Studiengang Popularmusik an der Hochschule für Kirchenmusik der württembergischen Landeskirche in Tübingen. 

### Funktionen
Danach war Hanßmann als Landesmusikreferent beim Altpietistischen Gemeinschaftsverband tätig. Zwischen 1996 und 2006 war er deren Landesbeauftragter für Jugend und Musik und danach Landesbeauftragter für Mittlere Generation und Musik. Sein Studium der Theologie an der Universität von Südafrika (UNISA) schloss er 2011 mit seiner Arbeit zum Thema Christliche Musikkatechetik im Vorschulalter: Katechetik und Musikpädagogik im Duett zum Master of Theology ab. Nach seiner Übernahme in den Pfarrdienst der Württembergischen Landeskirche begann 2010 mit seiner Teilanstellung als Gemeindepfarrer in Schöckingen eine Berufsbegleitende Ausbildung im Pfarramt (BAiP) an der Führungsakademie des Landes Baden-Württemberg. 2016 wechselte er auf die Pfarrstelle in Enzweihingen. Er war Bezirksjugendpfarrer im Kirchenbezirk Ditzingen und hatte Lehrtätigkeiten am Gymnasium Gerlingen und der Missionsschule Unterweissach inne.
Daneben engagiert er sich seit 2007 ehrenamtlich als Landessynodaler der 14. und 15. Landessynode der Württembergischen Landeskirche. Dort gehört er seit 2013 zur Leitung des Gesprächskreises „Lebendige Gemeinde“, ist seit 2019 deren Sprecher und arbeitet in den Ausschüssen Musik und Mission-Entwicklung-Ökumene. Er ist Mitglied im Musikausschuss des Evangelischen Gnadauer Gemeinschaftsverbands Zudem ist er als Chorleiter, Komponist und Produzent tätig und verfasste Medienandachten.
2013 gründete er in Schöckingen die Christliche Gemeindemusikschule (CGS). Seit November 2021 ist er in Nachfolge von Steffen Kern hauptamtlicher Vorsitzender des Gemeinschaftsverbandes Die Apis. Evangelischer Gemeinschaftsverband Württemberg e. V. und seit 2024 im Vorstand des Gnadauer Gemeinschaftsverbands.

## Familie
Matthias Hanßmann ist verheiratet mit Isolde und hat drei erwachsene Kinder.

## Veröffentlichungen
- mit Steffen Kern: Der Traum vom Glück: Lieder zum Leben (Chorpartitur), Cap! Music, Haiterbach-Beihingen 2009, ISBN 978-3-86773-100-3.
- Ich lebe gern. Begleitheft für Kleingruppen und Hauskreise; Praxishilfen und Lieder, SCM Hänssler, Holzgerlingen 2009, ISBN 978-3-7751-5219-8.

als Herausgeber
- Die Musikarche. Eine musikalische Reise für Kinder ab 4 Jahren[12]
  - Die Musikarche (Schülerheft), Cap! Music, Haiterbach-Beihingen 2008, ISBN 978-3-86773-059-4.
  - Die Musikarche (CD mit 38 Liedern für Kinder ab 4 Jahren), Cap! Music, Haiterbach-Beihingen 2009.
  - Die Musikarche (CD mit Playbacks), Cap! Music, Haiterbach-Beihingen 2009.
  - Die Musikarche (Liederbuch, Lehrerausgabe des pädagogischen Musikprogrammes), Cap! Music, Haiterbach-Beihingen 2010, ISBN 978-3-86773-056-3.
  - Die Musikarche (Schülerheft mit CD), Cap! Music, Haiterbach-Beihingen 2019, ISBN 978-3-86773-301-4.
  - Die Musikarche: Musikpädagogik, Bewegungspädagogik, Religionspädagogik (Katechetik); Grundsätze, Ausführungen, Stundenentwürfe, Materialien & Texte (Lehrerhandbuch), Cap! Music, Haiterbach-Beihingen 2012, ISBN 978-3-86773-056-3.

als Komponist
- Die Heilung des Gelähmten. Kinder-Mini-Musical (CD), Gerth Medien, Asslar 2002.
- Ein General steht stramm: Der Hauptmann von Kapernaum. ein Kindermusical (CD), Cap! Music, Haiterbach-Beihingen 2005.
- Ein General steht stramm: Der Hauptmann von Kapernaum. ein Kindermusical (Noten- und Regieheft), Cap! Music, Haiterbach-Beihingen 2005, ISBN 978-3-938324-27-1.
- Die Verschwörung. Ein Kindermusical nicht nur zu Ostern (CD), Cap! Music, Haiterbach-Beihingen 2008, ISBN 978-3-86773-040-2.
- Die Verschwörung. Ein Kindermusical nicht nur zu Ostern (CD mit Playbacks + Begleitheft), Cap! Music, Haiterbach-Beihingen 2008, ISBN 978-3-86773-041-9.
- Der Kastanienkönig. Kindermusical, 2014.[13]
- Der Kämmerer aus Äthiopien: letzter Boxenstopp vor Afrika. Ein Musical (Regie- und Liederheft, Partitur), Cap! Music, Haiterbach-Beihingen 2019, ISBN 978-3-86773-308-3.
- Sei mutig und stark. 10 Hits für Reli und Daheim und 2 Bonustracks (CD), Cap! Music, Haiterbach-Beihingen 2019.